# غابرييل تيرا
غابرييل تيرا (بالإسبانية: Gabriel Terra) (و. 1873 – 1942 م) هو سياسي، ومحام من الأوروغواي ولد في مونتيفيديو.

## روابط خارجية
- غابرييل تيرا على موقع الموسوعة البريطانية (الإنجليزية)